# Cochliopa texana
Cochliopa texana е вид коремоного от семейство Cochliopidae. Видът е световно застрашен, със статут Уязвим.

## Разпространение
Видът е ендемичен за районите в долната част на река Пекос, Тексас, САЩ.